# Panax japonicus
Panax japonicus är en art av ginseng i familjen araliaväxter (Araliaceae) som först beskrevs av Theodor Friedrich Ludwig Nees von Esenbeck, och fick sitt nu gällande vetenskapliga namn år 1843 av den ryska botanikern Carl Anton von Meyer. Inga underarter finns listade.

## Bildgalleri

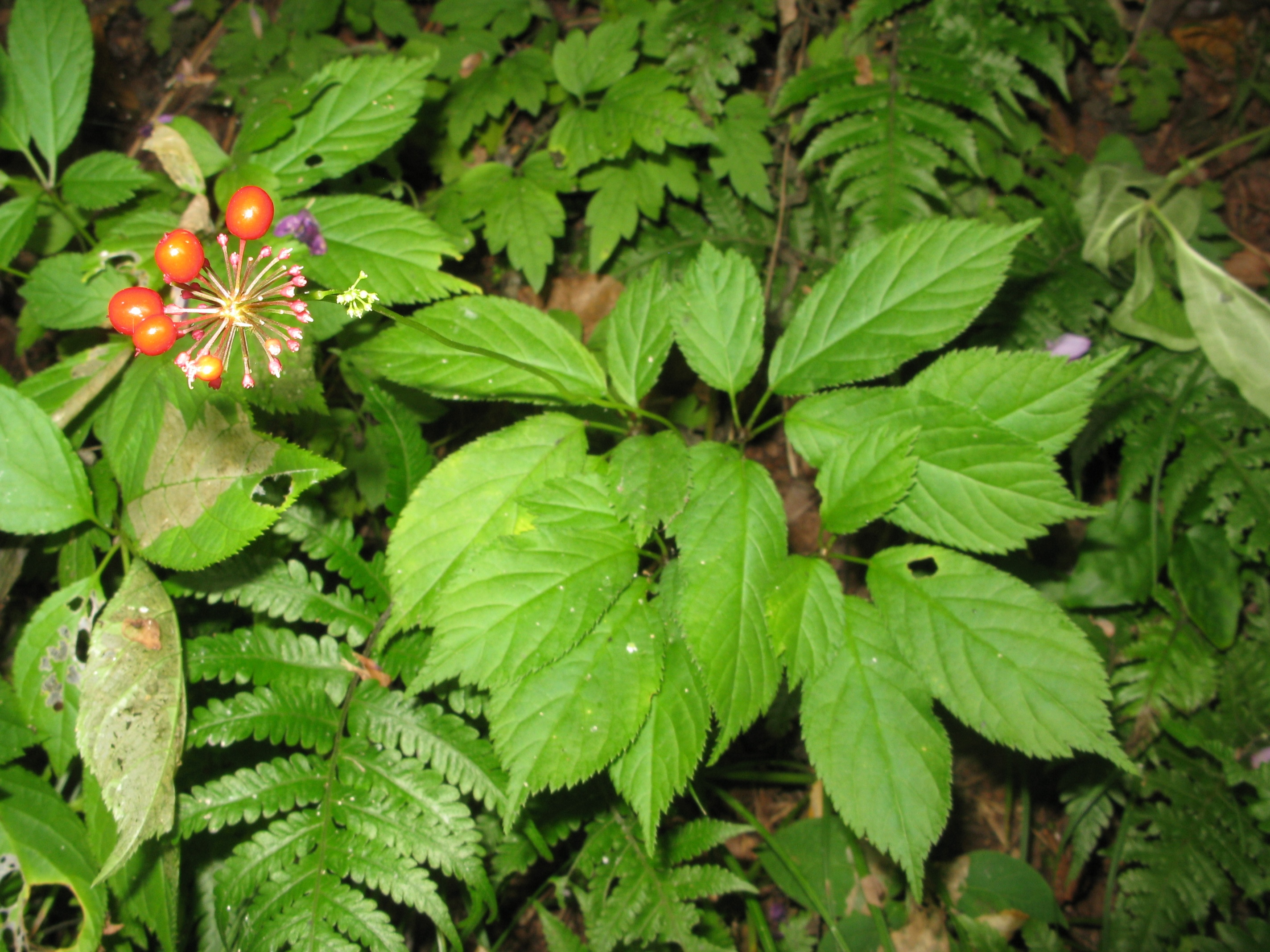
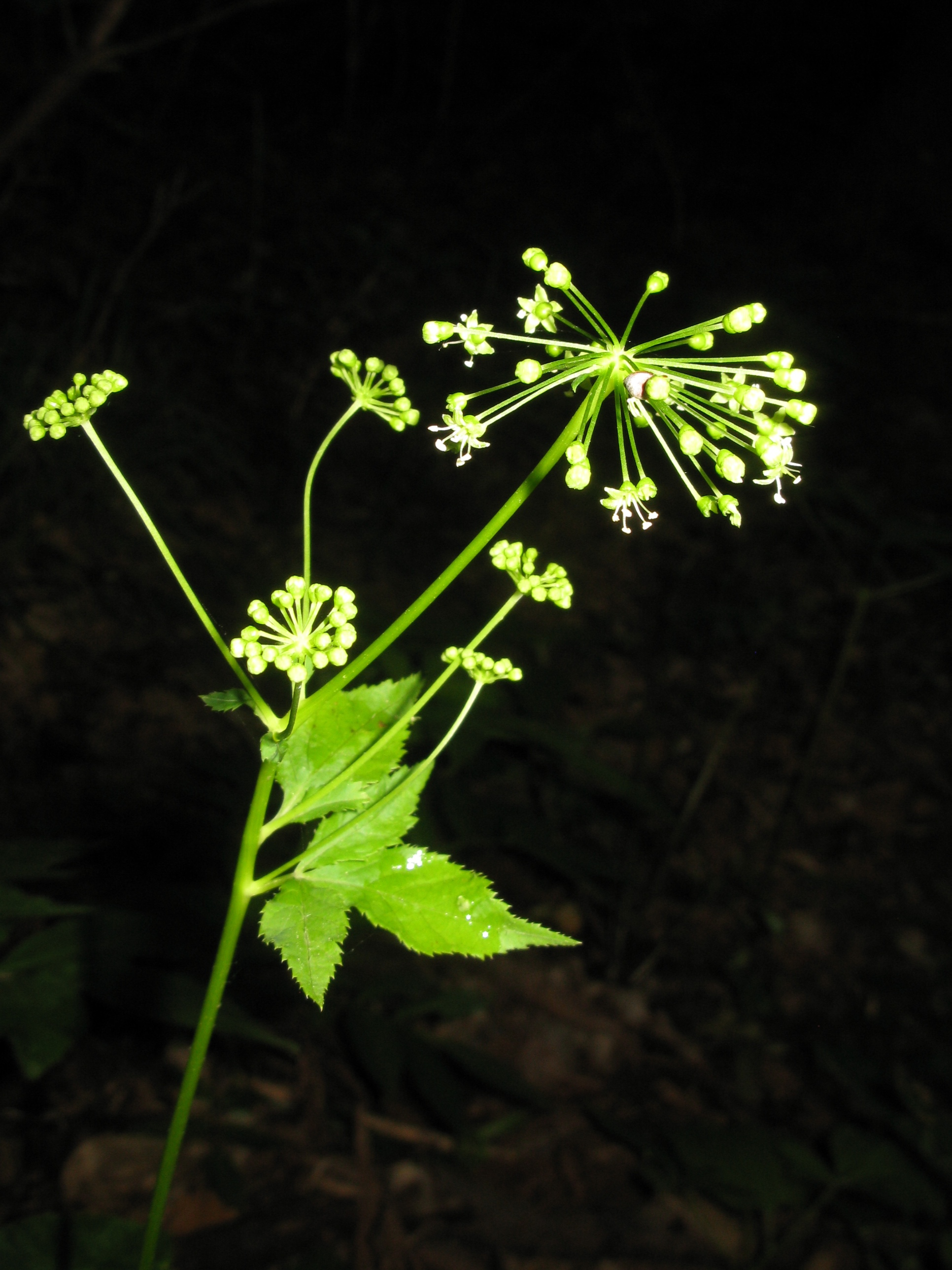
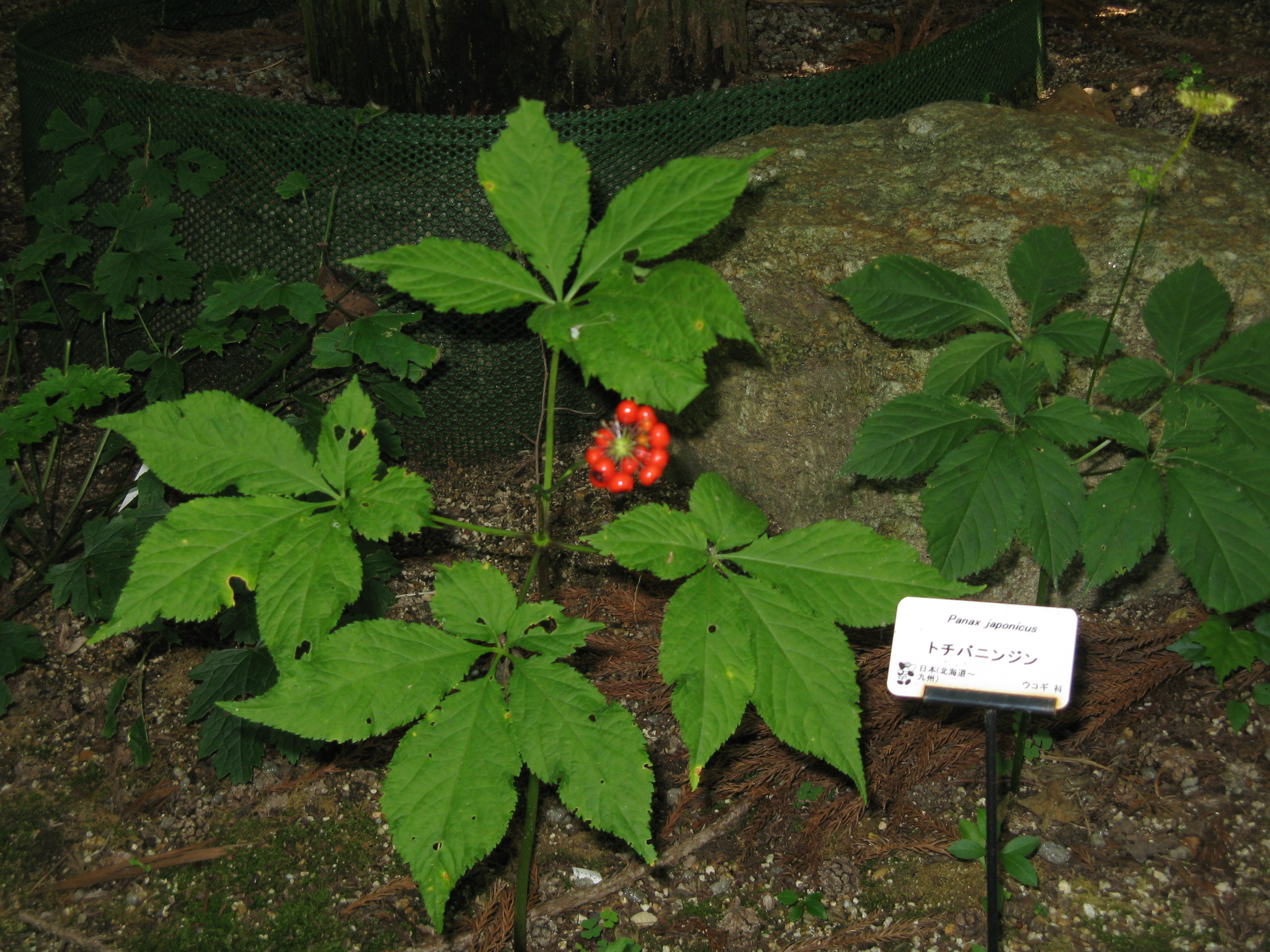